# Parantennulidae
Famille
Les Parantennulidae  Willmann, 1940 sont une famille d'acariens Mesostigmata Antennophorina.
Elle est composée de trois genres et de quatre espèces décrites.

## Liste des genres
- Parantennulus Berlese, 1904 1e
- Diplopodophilus Willmann, 1940 1e
- Micromegistus Trägårdh, 1948 2e